# Pierre Paul Mercx
Pierre Paul Mercx, né vers 1615 et mort à Bruxelles (Pays-Bas espagnols) dans la paroisse de Sainte-Catherine, le 15 mars 1685, et enterré dans le couvent des Carmes, est un architecte et ingénieur bruxellois.

## Formation
L'on ne sait encore que peu de choses sur ses années de formation, il est cité vers 1640 comme élève du grand architecte baroque Jacques Franquart (1583-1652).

## Carrière
Le 16 octobre 1674, il est nommé architecte et ingénieur du roi Charles II. Il est également nommé contrôleur des travaux ou architecte de la ville de Bruxelles, fonctions qui seront exercées ensuite par Guillaume de Bruyn.

## Œuvres
Son œuvre se situe à Bruxelles mais également dans d'autres localités du Brabant, de Flandre ou du comté de Namur :
- en 1640, il propose pour la maison du Sac sur la Grand-Place de Bruxelles, un projet dont il existe un dessin signé "Mercx", provenant des collections du duc d'Arenberg et publié par Louis Hymans[3] et par Éric Hennaut[4]. Selon Guillaume Des Marez, et Éric Hennaut, ce projet ne fut pas exécuté[5]. Selon d'autres auteurs[6], il aurait exécuté cette maison. L'ancien bâtiment du Sac datant de 1643, dont la partie inférieure ne fut pas détruite et dont l'architecte est incertain, fut restauré par Antoine Pastorana qui en refit le pignon et les étages supérieurs après le bombardement de Bruxelles de 1695.

- participation aux travaux d'amélioration du port d'Ostende ;

- projets d'amélioration du cours de la Senne pour éviter les inondations de Bruxelles par la rivière ;

- il propose le creusement d'un canal vers Charleroi qui partirait du côté ouest de Bruxelles et non pas d'est, comme le préconisait l'ingénieur Van Langren ;

- en 1661-1662, il construit à Namur l'hôtel Présidial, jadis siège du Conseil provincial[7] ;

- en 1670, à l'occasion du jubilé de la fête du Saint-Sacrement de miracle, il édifie plusieurs arcs de triomphe, dont plusieurs gravures conservent l'image ;

- en 1672, il dirige avec l'ingénieur Blom les travaux d'extension des fortifications de Bruxelles.